# Liste der Kulturdenkmäler in Frankweiler
In der Liste der Kulturdenkmäler in Frankweiler sind alle Kulturdenkmäler der rheinland-pfälzischen Ortsgemeinde Frankweiler aufgeführt. Grundlage ist die Denkmalliste des Landes Rheinland-Pfalz (Stand: 14. August 2023).

## Denkmalzonen
| Bezeichnung          | Lage | Baujahr                        | Beschreibung | Bild            |
| -------------------- | --- | ------------------------------ | --- | --------------- |
| Denkmalzone Ortskern | Bergbornstraße 1–15 (ungerade Nummern) und 2–20 (gerade Nummern), Dorfbornstraße 1–41 (alle Nummern), Trifelsstraße 1 und 2, Steingasse 1, 3 und 2–8 (gerade Nummern), Weinstraße 5–35 (ungerade Nummern), 39 und 8–22 (gerade Nummern) Lage | 15. bis 20. Jahrhundert        | weitgehend geschlossene historische Bebauung des 15. bis 20. Jahrhunderts; Hofanlagen, oft mit Fachwerk-Wohnhäusern und Torbögen; in der Ortsmitte die protestantische Pfarrkirche und die beiden ehemaligen Schulhäuser | Fotos hochladen |
| Denkmalzone Friedhof | nördlich des Ortes an der L 507 Lage | 19. und frühes 20. Jahrhundert | zahlreiche Grabmäler des 19. und frühen 20. Jahrhunderts: - Grabmal Familie Michael Riebel (1837–1898), königlicher Ingenieur und bayrischer Eisenbahner, bezeichnet „BEHRER U. BODEM, LANDAU“, großer Obelisk mit Reliefs (Bild); - Grabmal Louise Margaretha Eyer geborene Bruckner (1839–1865), Ehefrau von Jakob Eyer, spätklassizistisches Rotsandsteinrelief mit Todesengel (Bild); - Grabmal Lidy, um 1850, reich reliefierte Stele (Bild); - Grabmal Heinrich Spitzfaden (1875–1892): Eichenstumpf über Felssockel; - Grabmal Heinrich Schwartz (1881–1913), königlicher Bezirksamtsassessor, große Jugendstilurne aus Sandstein (Bild); - Grabmal Fritz Stiess (1884–1915), Weinhändler und Feldwebel: neuklassizistische portalartige Ädikula unter Einfluss des späten Jugendstils, im Giebelfeld Relief mit Trophäen (Bild); - Grabmal August Keller (1862–1891) und Eva Keller geborene Kern (1837–1900), über aufwändigem Unterbau gedrungener Obelisk, Marmor (Bild) | Fotos hochladen |

## Einzeldenkmäler
| Bezeichnung                      | Lage                            | Baujahr                              | Beschreibung | Bild                           |
| -------------------------------- | ------------------------------- | ------------------------------------ | --- | ------------------------------ |
| Wohnhaus                         | Bergbornstraße 2 Lage           | 18. Jahrhundert                      | barockes Fachwerkwohnhaus, teilweise massiv, 18. Jahrhundert | Fotos hochladen                |
| Wohnhaus                         | Bergbornstraße 3 Lage           | Mitte des 18. Jahrhunderts           | spätbarocker Walmdachbau, Mitte des 18. Jahrhunderts; ehemaliger Schlussstein, bezeichnet 1754 (?)                                                                        | Fotos hochladen                |
| Wohnhaus                         | Bergbornstraße 5 Lage           | 1681                                 | Wohnhaus, teilweise Fachwerk, bezeichnet 1681 (Bild), Renaissancehofportal bezeichnet 1594, Keller bezeichnet 1718, Torbogen bezeichnet 1749                              | Fotos hochladen                |
| Torbogen                         | Bergbornstraße, an Nr. 9 Lage   | um 1600                              | Renaissance-Torbogen, um 1600 | Fotos hochladen                |
| Wohnhaus                         | Bergbornstraße 19 Lage          | 1643                                 | eingeschossiges Fachwerkhaus über Hochkeller, bezeichnet 1773 (Bild) | Fotos hochladen                |
| Brunnen                          | Bergbornstraße, bei Nr. 40 Lage | 1856                                 | Laufbrunnen, spätklassizistisch, bezeichnet 1856 und 1863 | Fotos hochladen                |
| Brunnen                          | Bergbornstraße, bei Nr. 61 Lage | 1822                                 | Laufbrunnen, Sandstein, bezeichnet 1822 | Fotos hochladen                |
| Brunnen                          | Dagobertstraße, bei Nr. 3 Lage  | 1823                                 | klassizistischer Laufbrunnen, bezeichnet 1823 und 1840 (Bild) | Fotos hochladen                |
| Treppe                           | Dagobertstraße, an Nr. 16 Lage  | zweite Hälfte des 19. Jahrhunderts   | Außentreppe, eiserne Spindel, zweite Hälfte des 19. Jahrhunderts | Fotos hochladen                |
| Wohnhaus                         | Dorfbornstraße 10 Lage          | um 1600                              | Fachwerkwohnhaus, teilweise massiv, im Kern um 1600 | Fotos hochladen                |
| Wohnhaus                         | Dorfbornstraße 34 Lage          | 1733                                 | eingeschossiges barockes Wohnhaus über Hochkeller, bezeichnet 1733 und 1736; Torbogen mit Nebenpforte, bezeichnet 1777                                                    | Fotos hochladen                |
| Dorfbrunnen                      | Dorfbornstraße, bei Nr. 34 Lage | 1833                                 | ehemaliger Dorfbrunnen, Sandstein, bezeichnet 1833 | Fotos hochladen                |
| Dorfbrunnen                      | Dorfbornstraße, bei Nr. 37 Lage | 1831                                 | klassizistischer Dorfbrunnen mit Säule, bezeichnet 1831 | Fotos hochladen                |
| Torbogen                         | Dorfbornstraße, an Nr. 37 Lage  | 1733                                 | barocker Torbogen, bezeichnet 1733 | Fotos hochladen                |
| Wohnhaus                         | Steingasse 1 Lage               | 1791                                 | spätbarockes Wohnhaus, bezeichnet 1791, Torbogen bezeichnet 1780 (Bild)                                                                                                   | Fotos hochladen                |
| Wohnhaus                         | Steingasse 2 Lage               | 1810                                 | nachbarockes Wohnhaus, bezeichnet 1810 und 1911 (Bild) | Fotos hochladen                |
| Torbogen                         | Steingasse, an Nr. 6 Lage       | 1612                                 | Renaissance-Torbogen mit Nebenpforte, bezeichnet 1612 | Fotos hochladen                |
| Hofanlage                        | Steingasse 8 Lage               | 17. Jahrhundert                      | Dreiseithof; eingeschossiges barockes Fachwerkhaus über Hochkeller, 17. Jahrhundert (?)                                                                                   | Fotos hochladen                |
| Wohnhaus                         | Trifelsstraße 1 Lage            | 1692                                 | barockes Fachwerkwohnhaus, teilweise massiv, bezeichnet 1692 | Fotos hochladen                |
| Wohnhaus                         | Trifelsstraße 18 Lage           | 1914                                 | villenartiges Wohnhaus, Heimatstil mit neuklassizistischen Motiven, 1914                                                                                                  | Fotos hochladen                |
| Hofanlage                        | Weinstraße 8 Lage               | 18. Jahrhundert                      | Hofanlage, 18. Jahrhundert; zweiteiliges Wohnhaus, teilweise Fachwerk | Fotos hochladen                |
| Torbogen                         | Weinstraße, an Nr. 11 Lage      | um 1600                              | Renaissance-Torbogen, wohl um 1600, nachträglich bezeichnet 1701 | Fotos hochladen                |
| Rathaus                          | Weinstraße 12 Lage              |                                      | spätklassizistischer Walmdachbau, Spritzenraum, Schlauchtrockenturm | Fotos hochladen                |
| Kriegerdenkmal                   | Weinstraße, bei Nr. 12 Lage     | nach 1920                            | Kriegerdenkmal 1914/18; Löwe auf romanisierender Säule, nach 1920 | Fotos hochladen                |
| Protestantische Kirche St. Georg | Weinstraße 14 Lage              | 1487                                 | im Wesentlichen spätgotisch; Turm, bezeichnet 1487 (Bild), Langhausfundamente und Südportal, bezeichnet 1489                                                              | weitere Bilder Fotos hochladen |
| Schulhaus                        | Weinstraße 16 Lage              | 1820                                 | ehemalige Schule; klassizistischer Krüppelwalmdachbau, bezeichnet 1820 | Fotos hochladen                |
| Brunnen                          | Weinstraße, bei Nr. 16 Lage     | 1833                                 | Laufbrunnen, Sandstein, bezeichnet 1833 | Fotos hochladen                |
| Hofanlage                        | Weinstraße 17 Lage              | 17. Jahrhundert                      | Hofanlage; Fachwerkhaus, teilweise massiv, wohl aus dem 17. Jahrhundert                                                                                                   | Fotos hochladen                |
| Schulhaus                        | Weinstraße 18 Lage              | um 1910                              | ehemalige Schule; Sandsteinquaderbau, Walmdach, um 1910; Spolie der Frankenburg, bezeichnet 1834                                                                          | Fotos hochladen                |
| Wohnhaus                         | Weinstraße 19 Lage              | 1786                                 | Wohnhaus, bezeichnet 1786 | Fotos hochladen                |
| Wohnhaus                         | Weinstraße 20 Lage              | 16. oder Anfang des 17. Jahrhunderts | Fachwerkwohnhaus, teilweise massiv, Walmdach, im Kern wohl aus dem 16. oder vom Anfang des 17. Jahrhunderts; Gartenmauer mit Pforte, 18. oder Anfang des 19. Jahrhunderts | Fotos hochladen                |
| Villa                            | Weinstraße 39 Lage              | 1914                                 | Walmdach-Villa, Heimatstil mit Jugendstileinflüssen, bezeichnet 1914 | Fotos hochladen                |